# Амбросій Феодосій Макробій
Амбро́сій Феодо́сій Макро́бій (лат. Ambrosius Theodosius Macrobius), V століття н. е.) — давньоримський письменник, філолог, філософ і теоретик музики.

## Життєпис
Про життя Макробія збереглося вкрай мало достовірних відомостей. Припускають, що родом він був з Північної Африки (за свідченнями багатьох античних географів і істориків) там мешкало плем'я macrobii, «довгожителі». Збереглися відомості про те, що людина з іменем Макробій обіймала посади префекта в Іспанії та проконсула в Африці. На підставі факту, що в той час такі високопосадовці могли бути лише християнами, можна зробити висновки про релігію Макробія, хоча в його творах немає специфічно християнських рис.

## Доробок

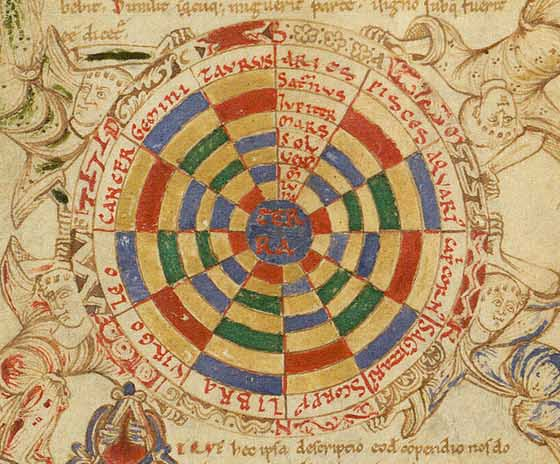
Сторінка зі «Сну Сціпіона» ілюструє космогонічні уявлення Макробія: Земля в центрі Всесвіту

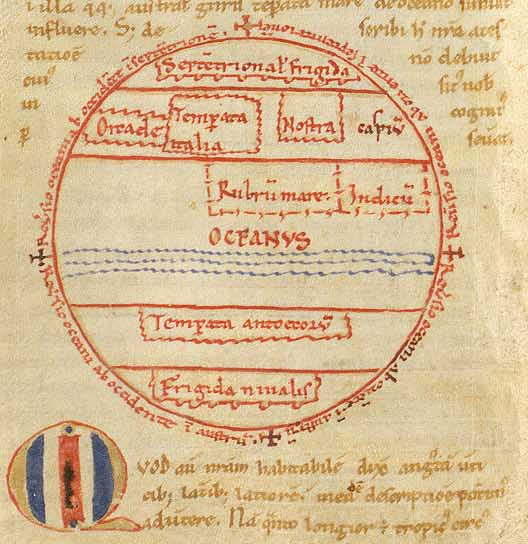
Карта світу Макробія

Значення Макробія в історії літератури визначають два його твори: «Сатурналії (лат. Convivia Saturnalia) і «Сон Сципіона» (лат. Somnium Scipionis). У першому творі, зверненому до Макробієвого сина Євстахія, автор спочатку розмірковує про походження свята Сатурналій, потім переходить до оцінки переваг Вергілія та інших античних письменників, а також до міркувань на різні теми та анекдотів з життя великих людей минулого. У цьому «Сатурналії» близькі до книг таких пізньоантичних авторів, як Авл Геллій або Афіней. Твір Макробія особливо цінний тим, що в ньому збережена величезна кількість цитат і фрагментів з втрачених творів античної літератури. Одне зі свідчень «Сатурналій» — про облогу Ольвії полководцем Зопіріоном — є унікальним для розуміння античної історії на теренах України.
«Сон Сципіона» є своєрідним коментарем до епізоду, який викладено в шостій книзі трактату Цицерона «Про державу» (лат. De re publica): римський полководець Сципіон Африканський уві сні подорожує по просторах космосу, відвідує інші світи і бачить майбутнє. Макробій інтерпретує сон Сципіона в дусі неоплатонічної філософії й у зв'язку з ним міркує про гармонію космосу, про Світову душу, про магічне значення чисел, пророцтв, тлумачення сновидінь і тощо Теорія музики Макробія (Кн. II, гл.1-2) компілятивна; мета її — адаптація грецької науки на латинському ґрунті. Макробій розповідає історію про числові закони музики Піфагора, викладає піфагорійське вчення про 5 консонансів (кварта, квінта, октава, октава з квінтою, подвійна октава) , про неподільність цілого тону на 2 рівні частини (малий півтон він називає Лімою, приписуючи її відкриття Платонові), порівнює будову Світовій душі з музичними інтервалами, асимілює інші тривіальні для античної науки відомості.
«Сон Сципіона» був надзвичайцно популярним у Середньовіччі і дотепер становить інтерес як виклад поглядів неоплатонізму на предмети, що знаходилися поза розглядом інших філософів цього напрямку.
Трактат Макробія з граматики під назвою «Про схожість і відмінності грецьких та латинських дієслів» (лат. De differentiis et societatibus graeci latinique verbi) зберігся лише у скороченому переказі, який традиційно, але не цілком імовірно приписується Іоаннові Скоту Еріугені.

## Видання і переклади

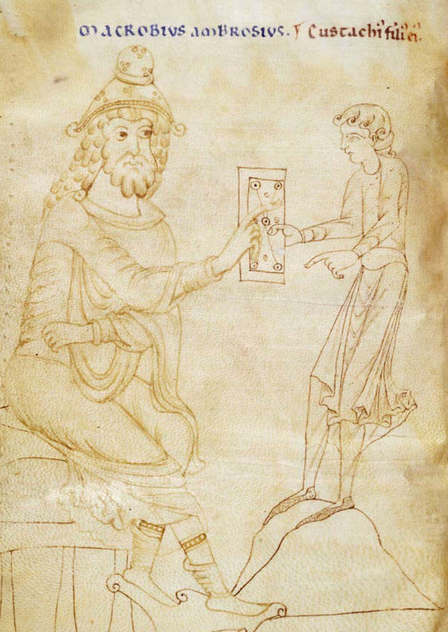
Макробій вручає сувій своєму синові Євстахію. З середньовічного рукопису «Сну Сципіона» (Італія, близько 1100 р.).

- Латинські тексти за виданням Яна: Vol. 1 (1848); Vol. 2 (1852).
- Латинські тексти і французький переклад у виданні: Macrobe (oeuvres complètes), Varron (De la langue latine), Pomponius Méla (oeuvres complètes); avec la traduction en français et publiées sous la direction de M. Nisard (1863). P. 1-471.

«Сон Сципіона»
- Macrobius Ambrosius Theodosius. Commentarii in Somnium Scipionis, ed. J. Willis. Leipzig: Teubner Verlag, 1970, p. 1-154.
- Macrobius. Commentary on the «Dream of Scipio». Tr. by W. H. Stahl. N.-Y., 1952. (Перевидання 1990 року)
- У серії «Collection Budé» твір видано в 2 книгах: Macrobe. Commentaire au songe de Scipion.
  - T. I: Livre I. Texte établi, traduit et commenté par M. Armisen-Marchetti. CV, 214 p. ISBN 978-2-251-01420-3
  - T. II: Livre II. Texte établi, traduit et commenté par M. Armisen-Marchetti. 2003. XXIV, 320 p. ISBN 978-2-251-01432-6

«Сатурналії»
- Macrobius Ambrosius Theodosius. Saturnalia, ed. J. Willis. Leipzig: Teubner Verlag, 1970.
- Macrobius. The Saturnalia. Tr. by P. V. Davies. N. Y.-L., 1969.

### Українські переклади
- Коментарі до сновидіння Сципіона Африканського, пер., вступна стаття, коментар В. Андрушко. — Київ: Тандем, 2000. — 176 с. ISBN 966-7145-33-0